# Городинська Оксана Василівна
Оксана Василівна Городи́нська (нар. 1 жовтня 1964, Конищів) — українська художниця, майстриня народної творчості; член Національної спілки художників України (2023)., Національної спілки майстрів народного мистецтва України (2003) та Спілки краєзнавців України. Заслужений працівник культури України (2009).

## Біографія
Народилася 1 жовтня 1964 року в селі Конищеві (нині Могилів-Подільський район Вінницької області, Україна). З 1969 року мешкає у Могилеві-Подільському. Закінчила педагогічне училище у місті Сороках. Трудову діяльність розпочала 1983 року вихователем в дитячому садку, одночасно протягом 1983—1986 років навчалась у Московському заочному університеті мистецтв імені Надії Крупської. У 1986—1990 роках працювала керівником групи зразкової дитячої мистецької студії «Палітра». У 1991 році була ініціатором створення в Могилеві-Подільському Будинку народної творчості; з 1992 року працювала на посаді методиста цього закладу, а з 1999 року очолює його. 2000 року закінчила Глухівський педагогічний інститут.

## Творчість
Працює у галузях станкового живопису, графіки, створює витинанки, писанки. Серед робіт:
- живопис: «Глеки, повні місячного сяйва» (1991), «Пробудження» (1992), «Трипілля. Скіфія» (2000), «Роздуми» (2004);
- витинанки: «Дерево пізнання» (2000), «Лісова пісня» (2001), «Сім'я» (2002), «Послання вічності» (2003), «Знаки предків» (2004), «Та, що стереже», «Ті, що несуть сонце» (обидві — 2005).

2003 року при Будинку творчості створила громадський музей «Українська витинанка», на базі якого проводяться всеукраїнські та міжнародні свята витинанки.
Пише вірші та історичні пісні. Авторка поетичної збірки «Зорі в росах» (Віннця, 2005), мистецького альбому «Світ, в якому я живу».
Бере участь в обласних, всеукраїнських, міжнародних мистецьких виставках з 1991 року. Персональні виставки відбулися у Могилів-Подільському у 1996, 2003—2005 роках, Вінниці, Києві, Сімферополі, Санкт-Петербурзі, Кельцях, Нойштреліці. Переможець конкурсу «Людина року — 2002» в номінації «Митець» в області та «Людина року — 2007» в номінації «Митець» в місті. Лауреат обласної мистецької премії «Кришталева вишня» за 2004 рік в номінації «Архітектура, живопис, графіка, театр, музика, хореографія».
Роботи зберігаються у Національному музеї народної архітектури та побуту України у Києві, Лондонському Королівському музеї, Музеї війни в Тель-Авіві.